# Opzione americana
Un'opzione americana, strumento finanziario appartenente alla famiglia dei contratti derivati, fornisce al suo compratore il diritto (ma non l'obbligo) di comprare (opzione call) o vendere (opzione put) ad un prezzo prefissato (detto prezzo d'esercizio o prezzo strike) e per un premio prefissato una particolare attività finanziaria (azioni, titoli a reddito fisso, valuta o, più raramente, merci) e con facoltà di vendere o comprare esercitabile in un qualunque momento fino alla data di scadenza (expiry date). Durante questo periodo il compratore cercherà di determinare quando e se il prezzo d'esercizio, comparato con il prezzo di mercato corrente dell'attività in questione e con il premio, risulti vantaggioso per scegliere di esercitare o meno il diritto di comprare o vendere.
Si contrappone all'opzione europea, che limita il diritto d'opzione alla sola data di scadenza. 
Non è mai conveniente esercitare prima della scadenza una call americana scritta su un titolo che non paga dividendi. Una put americana su un titolo che non paga dividendi dovrebbe essere esercitata anticipatamente. Qualora l'azione sottostante paghi i dividendi è bene esercitare la call prima della data di stacco.  